# Otto Quante
Otto Quante (* 2. April 1875 in Minden; † 20. Februar 1947 in Naumburg an der Saale) war ein deutscher Arzt, Maler und Radierer.

## Leben und Wirken
Quante war der Sohn des Gutsbesitzers Otto Quante vom Gut Rodenbeck bei Minden. Er besuchte zunächst die Bürgerschule und bis zum Sommer 1893 das Gymnasium in Minden. Anschließend studierte er Medizin an den Universitäten Göttingen, Würzburg, Berlin und Kiel. Während seines Studiums wurde er 1894 Mitglied der Turnerschaft Asciburgia Würzburg. Im Wintersemester 1895/96 absolvierte er in Berlin das „Tentamen physicum“, die beiden Staatsexamen legte er an der Königlichen Christian-Albrechts-Universität in Kiel ab. Das Studium beendete er dort am 3. Juni 1899 mit einer Ausarbeitung über „Rückenmarkstumore“ ab. Nach seinem Studium wurde er Augenarzt, gab aber seine Praxis 1907 auf. Seit 1906 widmete er sich in München der Malerei, studierte als Schüler von Fritz Mackensen an der Malschule in Worpswede; an der Badischen Landeskunstschule Karlsruhe und an der Münchner Kunstakademie. Die Kunst des Radierens erlernte er um das Jahr 1913 autodidaktisch und wurde insbesondere durch Kaltnadelradierungen mit Motiven aus Landstreicherkreisen bekannt. Quantes Wohnung und Atelier in München wurden zerstört, so dass ein Großteil seiner Werks vernichtet wurden. Wohnungslos zog er nach Naumburg in die Wohnung seines Freundes Paul Heinrich Sattelmacher, damals Präsidenten des dortigen Oberlandesgerichtes. Quantes Leichnam wurde 1949 nach Minden überführt.

## Werke (Auswahl)
Radierungen
- Politiker
- Sich prügelnde Frauen
- Kopf einer alten Frau
- Frühlingstanz
- Fern vom Alltag
- Die Sorglosen
- Im Frühling
- Zeitunglesender Mann[3]
- 1923: Nordfriesische Landschaften
  - Am Moorteich I und II
  - Landstraße bei Niebüll
  - Windiger Tag auf Föhr
  - Kirche in Boldixum
  - Straße in Deezbüll

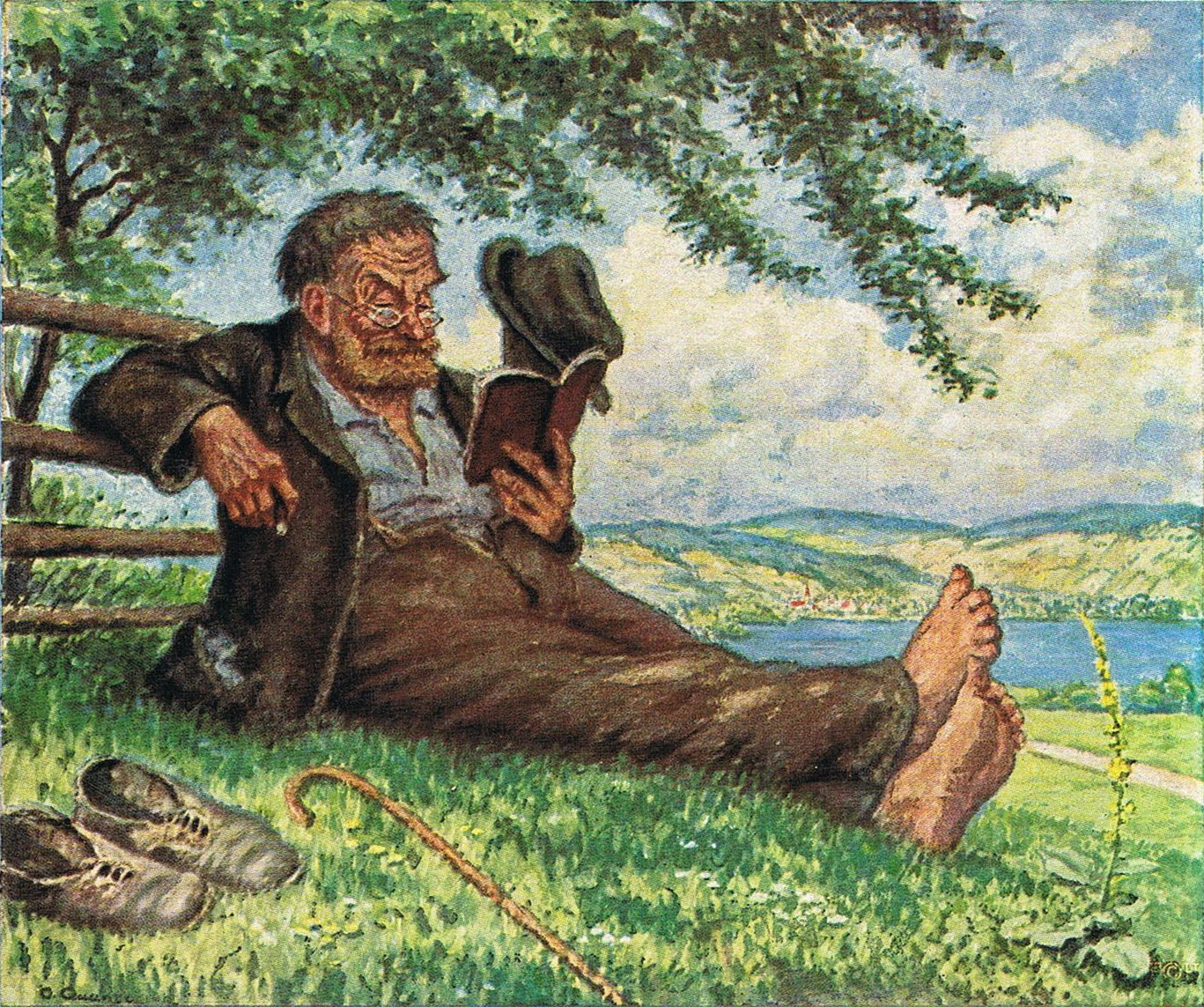
Fern vom Alltag

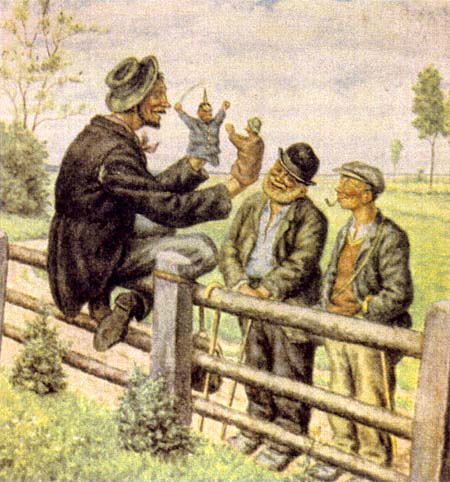
Kasperltheater

- um 1924: Ostasiatische Reiseerinnerungen 12 Kaltnadelradierungen

Schriften
- Zwei Fälle von Rückenmarkstumor. H. Fiencke, Kiel 1899, urn:nbn:de:gbv:8:2-3031527 (Medizinische Dissertation mit Lebenslauf).
- Lustiges Cirkusbuch. Borussia, Berlin 1909, OCLC 179234060.
- Nordfriesische Landschaften: Sechs Kaltnadelradierungen. Bruckmann, München 1923.

Illustrationen
- Nicolai Ljesskow: Der stählerne Floh. Aus dem Russischen Skaz o tul'skom kosom levše i o stal'noj bloche, von Karl Nötzel. Acht Radierungen nach O. Qu. Musarion, München 1921.
- Karl Ettlinger: Der Bub’ muss einmal seine Prügel haben (= Der heitere Bücherschrank. 3). Braun & Schneider, München 1925 (25 Abb.).
- Struwelpeterbuch von Mund und Zähnen. Illustr. Arpad Schmidhammer und O. Qu. Erdacht und gereimt von Heinrich Richter (Arzt). Verlagsgesellschaft deutscher Krankenkassen, Berlin-Charlottenburg o. J. (um 1931).
- Theodor Storm: Novellen. Reclam, Leipzig 1936 (35 Abb.).
- Josef Prestel (Hrsg.): Württembergische Sagen. Illustrationen O. Qu. und Dieter Evers. Franz Schneider Verlag, Berlin 1939.
- NSDAP-Schulungsamt (Hrsg.): Der Schulungsbrief, Frontausgabe. Folge 15[4] UT: Kriegsausgabe für Front und Heimat;[5] Franz Eher. Zentralverlag der NSDAP, Berlin 1944.
- Reinhard Stumpf (Hrsg.): Text- und Bildheft „In Lauterbach hab’ ich mein’ Strumpf verlor'n….“ (Volkslied). Reihe: Lauterbacher Strolch. Gustav Mandt, Lauterbach (Hessen) o. J. (ca. 1950) Abb. von Julius Siemsen, R. Joost, W. Schultz, Maria Innocentia Hummel (d. i. Berta Hummel); O. Qu.